# Burgess
Burgess är en sjö i Antarktis. Den ligger i Östantarktis. Australien gör anspråk på området. Burgess ligger 57 meter över havet. Den ligger vid sjöarna  Xiangmi Hu och Gillieson.
I övrigt finns följande vid Burgess:
- Gillieson (en sjö)
- Luyan 1 (en kulle)
- Meihua Shandi (en kulle)